# Philadelphia Fury
Philadelphia Fury – amerykański klub piłkarski z Filadelfii, w stanie Pensylwania. Drużyna występowała w lidze NASL, a jego domowym obiektem był Veterans Stadium. Wśród inwestorów byli muzycy rockowi: Mick Jagger, Rick Wakeman, Peter Frampton i Paul Simon.

## Historia
Klub został założony w 1978 roku w Filadelfii i jest drugim po Philadelphia Atoms klubem piłkarskim w tym mieście. Klub nie odniósł większych sukcesów w lidze NASL, najlepszym wynikiem klubu jest półfinał Konferencji Amerykańskiej w sezonie 1979. Frekwencja na meczach z sezonu na sezon była coraz niższa i po sezonie 1980 klub został przeniesiony do Montrealu i występował w lidze NASL pod nazwą Montreal Manic. Klub reaktywowano w 2014 roku i obecnie występuje w lidze ASL, a swoje mecze domowe rozgrywa na terenie Washington Township High School w Washington Township w stanie New Jersey.
Do najwybitniejszych piłkarzy klubu zaliczani są: Johnny Giles, Alan Ball, Peter Osgood, John Dempsey, Pat Fidelia, David Robb, Frank Worthington, Fran O'Brien, Bob Rigby.

## Osiągnięcia

### Nagrody indywidualne
Obrońca Roku NASL
- John Dempsey - 1979[2]

Jedenastka Dublerów NASL
- Alan Ball - 1978

U.S. Soccer Hall of Fame
- 2007: Bobby Smith

## Sezon po sezonie
| Sezon | Liga | Bilans meczów | Sezon                                                 | Playoff                | Śr. frekwencja |
| ----- | ---- | ------------- | ----------------------------------------------------- | ---------------------- | -------------- |
| 1978  | NASL | 12–18         | 4.miejsce, Dywizja Zachodnia, Konferencja Amerykańska | Pierwsza runda         | 8,280          |
| 1979  | NASL | 10–20         | 3.miejsce, Dywizja Zachodnia, Konferencja Amerykańska | Półfinał Konferencji   | 5,626          |
| 1980  | NASL | 10–22         | 4.miejsce, Dywizja Zachodnia, Konferencja Amerykańska | Nie zakwalifikował się | 4,465          |

## Trenerzy
- Richard Dinnis (1978)
- Alan Ball (1978)
- Marko Valok (1979)
- Eddie Firmani (1980)